# NGC 178
NGC 178 je galaksija u zviježđu Kit.

## Vanjske poveznice
- SEDS: NGC 0178